# 危宿三
危宿三 （飛馬座ε）是飛馬座最亮的恆星，視星等2.4等，是一顆2等星，通常以裸眼就能看見。它的英文名稱Enif (EE-nif)源自阿拉伯文，意思是鼻子。天體測量衛星依巴谷使用視差測量其距離，得到的結果是大約690光年（210秒差距）。

## 名稱
飛馬座ε（拉丁文是Epsilon Pegasi）是拜耳命名法給的名稱。
危宿三位於飛馬的鼻子附近，因此其源自阿拉伯的傳統名字Enif意思就是鼻子。在2016年，國際天文學聯合會的IAU恆星名稱工作組（WGSN）規範和建立恆星名稱的目錄。在WGSN於2016年7月第一份公報，分兩批核定的恆星名稱，其中就包括危宿三。
其它的傳統名稱還有Fom al Feras, Latinised to Os Equi.，在中文的星官是危宿，意思是屋頂，相當於星群，指的是星座中的飛馬座危宿三、危宿二（飛馬座θ）和寶瓶座的危宿一（寶瓶座α）。當然，飛馬座ε就是我們熟知的危宿三。

## 性質
這顆恆星在演化上已經進入巨星階段，在恆星分類上屬於K2Ib。估計它的質量是太陽質量的12倍  。測量這顆恆星經過臨邊昏暗修正後的角直徑是 8.17 ± 0.09 mas。依據估計的距離，這顆恆星的實際半徑是太陽半徑的185倍。從這個巨大的外殼輻射出的亮度，在有效溫度4,337K時是太陽光度的12,250倍。這個溫度比太陽低，使它成為K-型星，輻射出橙色色調的輝光。
危宿三的生命可能只剩幾百萬年了，然而由於它的質量介於超新星爆炸的分界點上，我們不知道它會成為超新星爆炸死亡，還是成為罕見的氖-氧白矮星。危宿三已經被觀察到數次迅速的增光，在理論上它（以及其它的超巨星都有可能）每次都會噴發出數個太陽質量的物質，讓太陽的閃焰相形見拙。它是顆LC型的慢不規則變星，變光範圍從視星等 +0.7至 +3.5等。它的光譜顯示有超量的鍶和鋇元素，這可能是恆星外層大氣層中的S-過程核合成的結果。它具有相對較高，達到 21.6 公里的− 1的本動速度 。